# Гірнича промисловість Мавританії
Гірнича промисловість Мавританії

## Загальна характеристика
На межі ХХ-XXI ст. спостерігається активізація в гірничій галузі. Здійснюється проєкт PRISM (Projet de Renforcement Institutionnel du Secteur Minier en Mauritanie), який включає геологічну картографію північної Мавританії в масштабі 1:500 000 і 1:200 000. Протягом 1999–2001 років кількість виданих ліцензій на орендування площ розробки та геологічні дослідження в Мавританії піднялася до 90, інвестиції перевищили US$40 млн [Mining Annual Review 2002].
У 2001 р картина розвитку гірничих робіт і досліджень включала: дві концесії фірмам SNIM (залізна руда) і SAMIN/GGI (мідна руда); три оренди на виконання гірничих робіт — фірмі SNIM (залізна руда), SOMISEL (кам'яна сіль) і SIPIA (фосфат); 62 дослідні ліцензії на золото і базові метали, які надаються SNIM, SAMIN, GGI, Normandy la Source, BHP Minerals, General Gold, Lonart Pty Ltd, Brick Capital, Rex Mining, Luchosol, Emirates Wadi El Rawda Investments, та Groupement de Recherche de l'Inchiri (включає OMRG, General Gold і Normandy La Source); 37 ліцензії для алмазних досліджень, які надані SNIM, De Beers, Ashton (Rio Tinto), Franjuan, Rex Diamond, Brick Capital, Dia Met Minerals; три дослідних ліцензії на залізні руди для BHP Minerals і Burns Trading Co. Ltd (Австралія); одна зона сприяння (субсидій) для видобутку золота, яка надається OMRG. [Mining Annual Review 2002].

## Окремі галузі
Залізо. На низьких рівнинах Мавританії в області Інширі в околицях Акжужта розвідані багаті родовища залізняку і мідних руд.
Залізорудні родовища Мавританії уперше були відкриті в 1935 р. Однак реальна розробка їх почалася в 1952 р. в басейні Кедіа д'Айджіл після утворення франко-канадсько-британської компанії MIFERMA. У 1964 р. добули 5 млн т руди. Достовірні запаси тоді оцінювалися в 120 млн т руди при мінімальному вмісті Fe в 60%. Основні мінерали гематит і ітабірит із вмістом Fe до 68,5%. Після націоналізації в 1974 р. підприємство перейшло у ведення нової компанії SNIM. Близько 96% руди і концентратів експортується в Європу. Розробка рудних тіл ведеться уступами висотою 12 і 15 м відкритим способом.
Мавританія — експортер залізної руди та концентрату (фірма SNIM). Протягом 1990-х років залізняк займав 2-е місце в експортних прибутках країни. Багаті залізорудні поклади поблизу Фдеріка, що містять 65% заліза, до 1992 були вироблені. У 1994 почалася розробка залізорудного родовища Зуерат в районі міста Зуерата, запаси якого оцінюються в 100 млн т і характеризуються високим вмістом заліза.
Середньорічний обсяг видобутку 11 млн т. Для транспортування залізняку прокладена залізниця Фдерік — порт Нуадібу — Зуерат. Для експорту і переробки руди були модернізовані портові споруди і збагачувальна фабрика, що розташована південніше Нуадібу.
На початку XXI ст. головним добувним районом стало родовище М'Хаудат з достовірними запасами 100 млн т зал. руди. У 2001 монопольна в залізорудній галузі фірма SNIM, видобула 10.1 млн т руди. Структура експорту: Франція (31%), Італія (22%), Бельгія (18%), Німеччина (11%), Іспанія (6%), Велика Британія (4%), Фінляндія (2.6%), Пакистан (2.5%), Швеція (1.4%), Алжир і Туніс (1.5%). У 2003 р. виробнича потужність підприємства досягне 13,5 млн т залізної продукції на рік.
Мідь, золото. З 1970 по 1978 в районі Акжужта вівся видобуток мідної руди, поки родовище не було повністю вироблене, а з 1992 по 1996 там же розроблялося золотоносне родовище, яке також було повністю вичерпане.
Алмази. Декілька міжнародних компаній разом з фірмою SNIM, активно досліджують області Щита і Тауденської западини на алмази. Виявлено багато індикаторних мінералів і навіть кімберліти.
Нафта і газ. У 2003 р. британська компанія Woodside Petroleum оголосила про відкриття нової нафтогазової провінції, розташованої на глибокому шельфі Мавританії. Відкриті в 2002 р. акумуляції нафти і газу на площі Чінґетті (Chinguetti) визнані промисловими. Добувні запаси нафти на родовищі складають близько 120 млн бар. Розвідувальна свердловина Chinguetti-4-2 розкрила нафтовий поклад потужністю 94 м. При тестуванні з свердловини отримано притік 1560 бар./добу. Оцінна свердловина Chinguetti-4-4 пройшла продуктивний пласт потужністю 114 м. Свердловини розташовані на ділянках з глибиною моря 815 м (Chinguetti-4-2) і 740 м (Chinguetti-4-4). Родовище буде розроблятися на умовах СРП. Першу нафту компанія Woodside планує отримати в 2005–2006 рр. Крім того, свердловиною Chinguetti-4-3 при глибині океанічного шельфу 261 м розкритий 114-метровий поклад на родов. Банда (Banda). Освоєння родовища здійснюють: оператор Woodside Mauritania Pty Ltd. — 35%, AGIP Mauritania Bvwith — 35%, Hardman Resources Ltd. — 21,6%, Fusion Mauritania В Ltd. — 6%, Roc Oil (Mauritania) Company — 2,4% [RIGZONE].
Перспективи відкриття нових родовищ на мавританському шельфі оцінюються високо. У СП з розробки родовища Chinguetti беруть участь компанії: Woodside Mauritania (оператор, 35% капіталу), Agip Mauritania (35%), Hardman Petroleum (18.6%, з яких 11,5% є власністю компанії Woodside), Planet Oil (3%), Fusion Oil & Gas (6%), Roc Oil (Elixir) (2.4%). Planet Oil повністю субсидується компанією Hardman Petroleum. СП отримало концесію на блок 4 на площі В. Розвідку на нафту на інших блоках проводять Dana Petroleum (блоки 1, 7 і 8) і мавритано-англо-російське СП International Petroleum Groupng (блок 11) [Petroleum Economist. 2003. V.70 та Petroleum Economist. 2002. V.69, № 11].
Інші мінеральні ресурси країни включають: фосфатні руди (130 млн т з вмістом 20-32% P2O5), вміщені в еоценових утвореннях в Атлантичній западині біля р. Сенегал (Kaedi); багато проявів урану у вапняках і гранітах Щита; рідкісні землі в лужному комплексі Боу Наґа (Bou Naga); важкі мінеральні піски (ільменіт) вздовж Атлантичного узбережжя; великі запаси солі біля Ноуакшот (Nouakchott) [Mining Annual Review 2002].